# 嚴而舒
嚴而舒，字安性，號卷庵，廣東廣州府順德縣人，明朝政治人物、賜特用進士出身。
崇禎十三年中殿試乙榜、十五年賜進士，歷官富陽知縣、慶符知縣。擅詩詞，有詩《煉丹井》、《洗硯池》、《青雲路》等。